# Иона (Капустин)
Епископ Иона (в миру Ипполит Леонтьевич Капустин; 11 [22] января 1790, Тобольск — 13 [25] ноября 1867, Далматовский Успенский монастырь, Пермская губерния) — епископ Русской православной церкви, епископ Екатеринбургский, викарий Пермской епархии.

## Биография
Ипполит Капустин родился 11 (22) января 1790 года в городе Тобольске Тобольского уезда Тобольской области Тобольского наместничества, ныне город — административный центр городского округа город Тобольск Тюменской области. Отец — дьякон Тобольской Богоявленской церкви Леонтий Васильев Капустина (1767—?), который в 1790 году стал священником Далматовской Николаевской церкви, а в 1793 году — настоятелем церкви Преображения Господня в селе Батурино Шадринского уезда Пермской губернии (ныне Шадринский муниципальный округ Курганской области), на место престарелого отца Василия Тимофеева Капустина (1732—1808), который был строителем этого храма.
С июня 1800 года учился в Пермской духовной семинарии. Ещё являясь семинаристом, он уже стал с 23 января (4 февраля)  1809 года преподавать в информаторическом классе семинарии; со 2 (14) сентября 1809 года — учитель низшего класса латинской грамматики Пермской семинарии; с 1811 — учитель среднего грамматического и низшего арифметического классов; с 1813 — учитель синтаксического и среднего арифметического классов, с 1815 — учитель пиитического и высшего арифметического классов и, одновременно сеньор семинарии.
С 29 октября (10 ноября)  1818 года — инспектор вновь образованного Пермского духовного училища.
С 23 августа (4 сентября)  1820 года учился в Московской духовной академии, которую окончил 30 июня (12 июля)  1824 года со степенью магистра богословия.
С 11 (23) апреля 1825 года — инспектор Пермской духовной семинарии и профессор церковной истории.
Был пострижен в монашество 15 (27) июня 1826 года с именем Иона; 20 июня (2 июля)  1826 года рукоположен во иеродиакона, а 22 июня (4 июля)  1826 года — во иеромонаха; 21 сентября (3 октября)  1826 года утверждён в степени магистра. Служил в церкви Митрофана, епископа Воронежского при архиерейском доме, город Пермь.
В январе 1827 года был определён присутствующим в Перскую духовную консисторию.
Первую награду по духовной службе — набедренник — получил 21 апреля (3 мая)  1829 года.
22 июня (4 июля)  1829 года был определён ректором Пермской духовной семинарии и профессором богословских наук.
30 июня (12 июля)  1829 года возведён в сан архимандрита «без поручения монастыря».
Был по его просьбе 15 (27) марта 1830 года перемещён ректором Тобольской семинарии и 30 июля (11 августа)  1830 года назначен настоятелем Междугорского Иоанно-Предтеченского монастыря Тобольской епархии. Определён членом Тобольской духовной консистории.
С 11 (23) августа 1832 года — настоятель Градо-Тобольского Знаменского монастыря. 
С 16 (28) ноября 1835 года — настоятель Григорьево-Бизюкова монастыря в Херсонской епархии.
16 (28) марта 1836 года определён ректором Екатеринославской семинарии.
В 1843 и 1844 годах был на чреде священнослужения в Санкт-Петербурге и состоял членом Академического комитета. 
Его служба была отмечена орденом Св. Анны II степени с императорской короной и орденом Св. Владимира III степени.
19 (31) мая 1846 года хиротонисан во епископа Екатеринбургского, викария Пермской епархии.
В годы управления его викариатством возникла идея открытия в Екатеринбурге семинарии, но епископ Иона отклонил прошение духовенства, объяснив своё решение тем, что семинарии существуют только в епархиальных центрах, а потому с его стороны подобная просьба будет выглядеть «затеею честолюбивою и властолюбивою».
Епископ Иона был простой, нетребовательный для себя. Но при всей простоте он во всём требовал строгого порядка. Вел постоянную запись своих наблюдений за явлениями природы и выдающимися случаями человеческой жизни. В 1849 году награждён орденом Св. Анны 1-й степени.
21 ноября (3 декабря)  1859 года уволен на покой по болезни в Далматовский Успенский монастырь.
Последние годы жизни преосвященный провёл в тяжкой болезни, которая приковала его к постели на несколько лет.
К 100-летию непрерывного священствования рода Капустиных в 1865 году Батуринскому Спасо-Преображенскому храму (в котором был настоятелем брат Ионы о. Иоанн) Иона подарил колокол весом 250 пудов. Сыновья брата, Платон и Андрей, обучались в семинариях (Тобольской и Екатеринославской), где ректором был архимандрит Иона.
Епископ Иона скончался 13 (25) ноября 1867 года. Похоронен за правым клиросом Успенского собора Далматовского монастыря города Далматова Шадринского уезда Пермской губернии, ныне город Далматово — административный центр Далматовского муниципального округа Курганской области.

## Награды
- Орден Святой Анны I степени, 3 (15) апреля 1849 года
- Орден Святого Владимира III степени, 28 апреля (10 мая)  1841 года
- Орден Святой Анны II степени, 30 апреля (12 мая)  1835 года
  - Императорская корона к ордену Святой Анны II степени, 5 (17) мая 1845 года
- Набедренник, 21 апреля (3 мая)  1829 года

## Семья
- Прадед — Капустин Трофим Михайлович, священник, род происходил из Великого Устюга[5]
- Дед — Капустин Василий Трофимович, священник в селе Батурино
  - Дядя — Капустин Игнатий Васильевич, священник в городе Камышлове
  - Отец — Капустин Леонтий Васильевич (18 (29) июня 1761—1827), с 1806 года протоиерей[6]
  - Мать — Капустина (Левосторонцева) Ирина Ивановна, дочь тобольского мещанина Ивана Петровича Летосторонцева; в преклонном возрасте жила в Екатеринбургском Новотихвинском женском монастыре 
    - Брат — Капустин Иван Леонтьевич (25 сентября (6 октября) 1793—22 марта (3 апреля) 1865), священник в селе Батурино
      - Племянник — Капустин Платон Иванович (20 мая (1 июня) 1815—8 (20) декабря 1890), священник, профессор Московской духовной академии.
      - Племянник — Капустин Андрей Иванович; архимандрит Антонин (12 (24) августа 1817—24 марта (5 апреля) 1894), начальник Русской духовной миссии на Святой Земле.

    - Брат — Капустин Стефан Леонтьевич (1797 — не ранее 1826), священник
    - Сестра — Капустина Мария Леонтьевна (1794/1795 — не ранее 1800)
    - Сестра — Капустина Анна Леонтьевна (1800–1867, г. Екатеринбург)
    - Сестра — Капустина Параскева Леонтьевна (1806—?)